# Catocala olivia
Catocala olivia là một loài bướm đêm trong họ Erebidae.